# Rhynchostegiella ramicola
Rhynchostegiella ramicola är en bladmossart som beskrevs av Brotherus 1909. Rhynchostegiella ramicola ingår i släktet nålmossor, och familjen Brachytheciaceae. Inga underarter finns listade i Catalogue of Life.